# 泉州看護専門学校
泉州看護専門学校（せんしゅうかんごせんもんがっこう）は、大阪府堺市西区にある専修学校。

## 概要
看護師養成を目的としている専修学校である。全日制の課程を設置し、修業年限は3年となっている。
大阪府堺市で耳原総合病院などを設置している社会医療法人同仁会（本部・大阪府堺市）が、同校の経営母体となっている。同法人が大阪民主医療機関連合会（大阪民医連）に加盟していることから、大阪民医連加盟の医療施設で働く看護師の養成も視野に入れている。卒業生は大阪民医連加盟の医療機関のほか、公立病院や民間病院などに看護師として就職している。

## 沿革
(この節の出典)
- 1975年 - 開校。看護第2学科（夜間部）を設立。
- 1981年 - 看護第1学科（全日制）を設立。
- 2001年 - 看護第2学科を廃止。
- 2008年 - 社会人入試開始。
- 2018年10月 - 現在地に新校舎竣工。堺市西区浜寺船尾町東1丁131から移転。

## 取得できる資格・免許状
- 専門士（医療専門課程）の称号[2]
- 看護師 国家試験受験資格
- 保健師・助産師学校受験資格
- 四年制大学編入学受験資格

## 交通
- 阪堺電気軌道阪堺線 東湊駅 東へ約550m
- 南海バス 塩穴通バス停、高砂町バス停、東湊5丁バス停